# Grottenblitz
Grottenblitz is een gemotoriseerde achtbaan in het Duitse Heide-Park te Soltau. 

## Geschiedenis
Grottenblitz werd gebouwd door de Duitse attractiefabrikant MACK Rides die een jaar eerder, in 1984 dezelfde achtbaan bouwde in zijn eigen zogenaamde Etalage kast namelijk in Europa Park te Rust die dat jaar geopend was onder dezelfde naam. Omdat Heide-Park er een jaar later precies hetzelfde model kochte, met ook de naam Grottenblitz, had Europa Park de naam veranderd in Alpenexpress die ook vandaag de dag nog draait. Grottenblitz werd uiteindelijk geopend in 1985. 

## Technische Gegevens
Grottenblitz heeft een maximale snelheid van 45 kilometer per uur, een lengte van 370 meter lang, en een hoogte van 6 meter.